# Biblia zuryska
Biblia zuryska (niem. Zürcher Bibel) – niemiecki przekład Pisma Świętego powstały z inicjatywy Huldrycha Zwingliego i opublikowany po raz pierwszy w Zurychu w roku 1531. Pierwszy pełny protestancki przekład Biblii.

## Historia
Inicjatywa powstania Biblii zuryskiej powstała w początkach szwajcarskiej Reformacji, której głównym ośrodkiem był Zurych pod  przywództwem Huldrycha Zwingliego. Około roku 1525 na Akademii w Zurychu, gdzie kształcono ewangelickich duchownych, powstało kolegium teologiczne posługujące się metodą egzegezy tekstu Pisma Świętego nazwaną Prophezei („szkoła proroctw”), która polegała na dogłębnej analizie oryginalnego tekstu Biblii. W tym celu przez pięć dni w tygodniu (oprócz piątków i niedziel) grupa około 15 studentów i profesorów Akademii zbierała się wspólnie z podobną grupą miejscowych duchownych. Wówczas hebraista (często Konrad Pellikan) odczytywał fragment hebrajskiego tekstu Biblii, wskazywał występujące w tekście idiomy, na podstawie żydowskich lingwistów i rabinów objaśniał charakterystykę językową, znaczenie słów oraz składnię. Nieraz też uzupełniał swój wykład dosłownym przekładem tekstu hebrajskiego. Następnie Zwingli omawiał ten sam tekst po łacinie, powołując się również na tekst grecki Septuaginty. Na koniec kaznodzieja (często Leo Jud) podsumowywał omawiany temat po niemiecku.
Biblia zuryska została przetłumaczona z języków oryginału. Huldrych Zwingli zgromadził wokół siebie zespół hebraistów zajmujących się wykładaniem Biblii w którym znaleźli się Leo Jud, Konrad Pellikan, Heinrich Bullinger, Jacobus Ceporinus, Johannes Böschenstein i Johannes Oecolampadius. Zespół ten służył Zwingliemu radą w jego pracach translatorskich. Przekład bazował na częściowych wydaniach Marcina Lutra. Zwingli był nie tylko siłą napędową tego tłumaczenia, ale sam przetłumaczył Księgę Izajasza, Jeremiasza i Lamentacji. Wiosną 1529 roku do Nowego Testamentu dołożono proroków i apokryfy. Księgi prorockie z hebrajskiego przetłumaczyli zuryscy duchowni, apokryfy zaś Leo Juda, który korzystał z Septuaginty i Wulgaty. 
W roku 1529 drukarz Christoph Froschauer opublikował Nowy Testament, a następnie poszczególne części Starego Testamentu, wraz z apokryfami nazywanymi przez katolików księgami deuterokanonicznymi. Edycja ta zwana „Biblią Froschauera” zawierała też przedmowę Zwingliego oraz streszczenia rozdziałów. Pełny przekład w jednym tomie ukazał się w roku 1531. Choć Zwingli rozpoczął pracę później od Marcina Lutra, jednak jego jednotomowa edycja została ukończona trzy lata przed wydaniem Biblii Lutra. W ten sposób Biblia zuryska stała się pierwszym pełnym protestanckim opublikowanym przekładem Biblii.
Tłumaczenie Starego Testamentu zostało poprawione w roku 1540, Nowy Testament zaś w 1574. W wydaniu z roku 1589 po raz pierwszy wprowadzono numerację wersetów oraz dodano rodzaj podsumowania.